# Болдуин, Джеймс Марк
Джеймс Марк Бо́лдуин (англ. James Mark Baldwin; 12 января 1861, Колумбия (Южная Каролина) — 8 ноября 1934, Париж) — американский психолог, философ
, социолог. Один из основателей психологии личности и социальной психологии в США. Основной задачей психологии считал исследование индивидуальных различий. Стремился внести в психологию принцип эволюционизма. Д. М. Болдуин внёс большой вклад в разработку проблем детской психологии, рассматривая развитие психики ребёнка с позиций биогенетического закона. В педагогике Д. М. Болдуин стремился обосновать необходимость индивидуального подхода к учащимся, опираясь на данные экспериментальной психологии.

## Биография

### Ранний период жизни
Болдуин родился и вырос в Колумбии, штат Южная Каролина. Его отец, который был из Коннектикута, был сторонником отмены смертной казни и, как известно, покупал рабов, чтобы освободить их. Во время гражданской войны его отец переехал на север, но семья оставалась в своем доме до времени марша Шермана. По возвращении после войны отец Болдуина был частью правительства эпохи Реконструкции. Болдуина отправили на север, чтобы получить среднее образование в Нью-Джерси. В результате он решил поступить в Колледж Нью-Джерси (ныне Принстонский университет).
Болдуин начал заниматься теологией под руководством президента колледжа Джеймса Маккоша, но вскоре переключился на философию. Он был награждён Зелёной стипендией в области психических наук (названной в честь его будущего тестя, главы Принстонской теологической семинарии) и использовал её для обучения в Германии у Вильгельма Вундта в Лейпциге и у Фридриха Паульсена в Берлине (1884–1934).
В 1885 году он стал преподавателем французского и немецкого языков в Принстонской духовной семинарии. Он перевел «Немецкую психологию сегодняшнего дня» Теодюля-Армана Рибо и написал свою первую статью «Постулаты физиологической психологии». В работах Рибо прослеживается происхождение психологии от Иммануила Канта через Иоганна Фридриха Гербарта, Густава Теодора Фехнера, Германа Лотце до Вундта.
В 1887 году, работая профессором философии в колледже Лейк-Форест, он женился на Хелен Хейс Грин, дочери президента семинарии Уильяма Генри Грина. В Лейк-Форест он опубликовал первую часть своего «Справочника по психологии (чувства и интеллект)», в котором обратил внимание на новую экспериментальную психологию Эрнста Генриха Вебера, Фехнера и Вундта.
В 1889 году он поступил в Университет Торонто на кафедру логики и метафизики. Создание им лаборатории экспериментальной психологии в Торонто (которая, как он утверждал, была первой в Британской империи) совпало с рождением его дочерей Хелен (1889) и Элизабет (1891), которые вдохновили на количественные и экспериментальные исследования развития младенцев, которые были произвести такое яркое впечатление на Жана Пиаже и Лоуренса Кольберга через книгу Болдуина «Психическое развитие у ребенка и расы: методы и процессы» (1894), посвященную этой теме. Вторая часть Справочника по психологии (Чувства и Воля) появилась в 1891 году.
Во время этого творческого периода Болдуин отправился во Францию (1892), чтобы посетить важных психологов Жана-Мартена Шарко (в Сальпетриере), Ипполита Бернхейма (в Нанси) и Пьера Жане.

### Начало карьеры
В 1893 году его отозвали обратно в свою альма-матер, Принстонский университет, где ему предложили кафедру психологии Стюарта и возможность открыть новую психологическую лабораторию. Он оставался в Принстоне до 1903 года, прорабатывая основные моменты своей карьеры, отраженные в книге «Социальные и этические интерпретации психического развития: исследование социальной психологии» (1897), где он довел свое предыдущее умственное развитие до критической стадии, в которой он сохранился в работе. Льва Выготского, через Выготского в решающем произведении Александра Лурия и в синтезе обоих Алексеем Леонтьевым. Он также редактировал английские издания «Игры животных» Карла Грооса (1898) и «Игры мужчин» (1901).
Именно в это время Болдуин написал «Новый фактор эволюции» (июнь 1896 года / «Американский натуралист»), который позже стал известен как «Эффект Болдуина». Но нельзя упускать из виду и других важных участников. Конви Ллойд Морган был, пожалуй, ближе всего к пониманию так называемого «эффекта Болдуина». В своей работе «Привычка и инстинкт» (1896) он сформулировал сопоставимую версию теории, как он это сделал в своем обращении к сессии Нью-Йоркской академии наук (февраль 1896 года) в присутствии Болдуина. То же самое сделал Генри Фэйрфилд Осборн (1896 / «Способ эволюции, не требующий ни естественного отбора, ни наследования приобретенных характеристик». Труды Нью-Йоркской академии наук 15: 141—148). «Эффект Болдуина», частично основанный на принципе «органического отбора», предложенном Болдуином в «Умственном развитии», получил свое название только от Джорджа Гейлорда Симпсона в 1953 году.
Болдуин дополнил свою психологическую работу философией, в частности эпистемологией, своим вкладом в которую он представил в президентском обращении к Американской психологической ассоциации в 1897 году. К тому времени была объявлена работа над Философско-психологическим словарем (1902), и период Последовала интенсивная философская переписка с участниками проекта: Уильямом Джеймсом, Джоном Дьюи, Чарльзом Сандерсом Пирсом, Джозией Ройсом, Джорджем Эдвардом Муром, Бернардом Босанке, Джеймсом МакКином Кеттеллом, Эдвардом Б. Титченером, Хьюго Мюнстербергом, Кристин Лэдд-Франклин, Адольфом Мейером. , Джордж Стаут, Франклин Генри Гиддингс, Эдвард Бэгналл Поултон и другие.
В 1899 году Болдуин отправился в Оксфорд, чтобы руководить завершением «Словаря» ... (1902). Он был удостоен звания почетного доктора наук Оксфордского университета. (В свете вышеизложенного оглушительное молчание, с которым позже в Оксфордских публикациях о сознании Дж. М. Болдуина относились к нему, вполне может считаться одним из значительных упущений в истории идей XX века. Сравните, например, Ричарда Грегори: Oxford Companion to the Mind, первое издание, 1987).

### Более поздняя жизнь
В 1903 году, отчасти из-за спора с президентом Принстона Вудро Вильсона, а отчасти из-за предложения, предусматривавшего большую оплату и меньшее количество преподавателей, он перешел на профессуру философии и психологии в Университете Джонса Хопкинса. Здесь он вновь открыл экспериментальную лабораторию, основанную Дж. Стэнли Холлом в 1884 году (но закрылась с уходом Холла, который занял пост президента Кларкского университета в 1888 году).
В Балтиморе Болдуин начал работу над «Мысли и вещи: исследование развития и смысла мысли, или генетической логики» (1906), глубоко интегрирующим воплощением его идей, достигших высшей точки в «Генетической теории реальности: быть результатом генетической логики как выдающей». в «Эстетической теории реальности под названием панкализм» (1915). В этой книге представлена концепция, согласно которой знания развиваются в детстве в несколько отдельных этапов, которые включают взаимодействие между врожденными способностями и обратной связью с окружающей средой, — предложение, которое было принято Пиаже. Он также заявил, что первоначальное физическое развитие уступает место языку и когнитивным способностям, так что ребенок появляется в результате социального и физического роста.
В Балтиморе также был арестован Болдуин в ходе рейда на бордель для «цветных» (1908), скандал, положивший конец его американской карьере. Вынужденный покинуть Университет Джонса Хопкинса, он стал искать место жительства в Париже. Он должен был проживать во Франции до своей смерти в 1934 году.
Его первые годы (1908—1912) во Франции были прерваны длительным пребыванием в Мексике, где он консультировал по университетским вопросам и читал лекции в Высшей школе национального университета в Мехико. К этому периоду относятся его книги «Дарвин и гуманитарные науки» (1909) и «Человек и общество» (1911). В 1912 году он поселился в Париже.
Резиденция Болдуина во Франции привела к тому, что он указал на безотлагательность американской ненейтральной поддержки его новых хозяев на французских полях сражений Первой мировой войны. Он опубликовал для этой цели «Американский нейтралитет, его причины и лечение» (1916), а когда в 1916 году он пережил немецкую торпедную атаку на Сассекс в проливе Ла-Манш — на обратном пути после визита к Уильяму Ослеру в Оксфорд — его открытая телеграмма президенту Соединенных Штатов об этом деле стала главной новостью (New York Times). С вступлением Америки в войну (1917) он помог организовать парижское отделение Американской военно-морской лиги, действуя в качестве ее председателя до 1922 года. В 1926 году были опубликованы его мемуары «Между двумя войнами» (1861-1921). Он умер в Париже 8 ноября 1934 года.

## Научная деятельность
Болдуин занимал видное место среди первых экспериментальных психологов и был признан своими коллегами пятым по значимости психологом в Америке в опросе 1903 года, проведенном Джеймсом Маккином Кеттеллом [5], но именно его вклад в психологию развития был наиболее важным. Его поэтапная теория когнитивного развития оказала большое влияние на более позднюю и гораздо более известную теорию развития Жана Пиаже. Его идеи об отношениях Эго и Альтер были развиты Пьером Жане , в то время как его акцент на том, как «Мое самоощущение растет за счет подражания тебе ... подражательному творению», способствовал зеркальной стадии Жака. Лакан.
Его вклад в первые журналы и институты молодой дисциплины также был весьма значительным. Болдуин был соучредителем (вместе с Джеймсом Маккином Кеттеллом) Psychological Review (который был основан специально для того, чтобы конкурировать с Американским журналом психологии Дж. Стэнли Холла), Psychological Monographs and Psychological Index. Он также был редактором-основателем «Психологического бюллетеня».
В 1892 году он был вице-президентом Международного психологического конгресса в Лондоне, а в 1897—1898 годах — президентом Американской психологической ассоциации; он получил золотую медаль Королевской академии искусств и наук Дании (1897) и был почетным президентом Международного конгресса криминальной антропологии, проходившего в Женеве в 1896 году.

## Органический отбор
Идея органического отбора возникла в результате интерпретации наблюдаемых данных в экспериментальном исследовании Болдуина о достижении младенца и его роли в умственном развитии. Каждая практика движения младенца, направленная на продвижение интеграции поведения, благоприятного для развития, в экспериментальные рамки, казалось, была выбрана из избытка движений в испытании подражания.
На последующих этапах развития — наиболее важных для понимания эволюции разума — это было наглядно проиллюстрировано в усилиях ребенка по рисованию и обучении письму. (Психическое развитие ребенка и расы)
В более поздних изданиях «Психического развития» Болдуин заменил термин «органический отбор» на «функциональный отбор».
Итак, с самого начала эта идея была хорошо связана с философией разума, которую Болдуин эмансипировал от моделей, вдохновленных божественным предустановлением. (Спиноза) (Возняк, 2001)
Именно передача этого понимания связанной с практикой природы динамогенного развития, прежде всего его интеграции как творческого фактора в ткань общества, помогла студентам Болдуина понять, что осталось от подписи Ламарка. Исключительно иллюстрирован Грегори Бейтсоном в книге «Разум и природа» (1979) и повторно интегрирован в современные исследования Терренса Дикона (Символические виды: совместная эволюция языка и человеческого мозга, 1997) и других ученых-биосемиотиков.
У человеческого вида способность строить нишу поддерживается практическим интеллектом, способным спроектировать обстоятельства, которые уберегут его жизненно важные приобретения от вреда в терминах (линейно предсказываемого) естественного отбора. Именно в областях исследований, связанных с массовым давлением отбора, против которого другие виды, по-видимому, не имеют защиты — биологическое развитие перед лицом новых пандемий (СПИД, коровье бешенство), — аргументы относительно естественной наследственности интеллектуальных достижений всплыли на поверхность самым сложным для науки способом.

## Эффект Болдуина
Самым важным теоретическим наследием Болдуина является концепция эффекта Болдуина или «балдвиновской эволюции». Болдуин предположил, что против неоламаркистов его времени (прежде всего Эдварда Дринкера Коупа), что существует механизм, посредством которого эпигенетические факторы формируют врожденную одаренность в такой же — или даже большей степени — давлениях естественного отбора. В частности, поведенческие решения человека, принимаемые и поддерживаемые из поколения в поколение как набор культурных практик, следует рассматривать в числе факторов, формирующих геном человека.
Например, табу на инцест, если его строго соблюдать, снимает давление естественного отбора против обладания инстинктами, благоприятствующими инцесту. Через несколько поколений без этого давления естественного отбора, если такой генетический материал не будет глубоко закреплен, он будет иметь тенденцию к диверсификации и утратит свою функцию. Люди больше не будут противиться инцесту от природы, но будут полагаться на свою способность усваивать такие правила из культурных практик.
Обратный случай также может быть верным: культурная практика может выборочно разводить людей, чтобы соответствовать условиям приспособленности новой среды, культурной и физической, в которой ранее гоминиды не могли выжить. Балдвинская эволюция может усилить или ослабить генетический признак.

## Публикации на русском языке
- Болдуин Д. М. Духовное развитие с социологической и этической точки зрения. Исследование по социальной психологии. — Т. 1. Личность. — М.: Либроком, 2011.
- Болдуин Д. М. Духовное развитие с социологической и этической точки зрения. Исследование по социальной психологии. — Т. 2. Общество. — М.: Либроком, 2011.
- Болдуин Д. М. Духовное развитие детского индивидуума и человеческого рода. — Т. 1. Экспериментальное обоснование. Биологический генезис. — М.: Либроком, 2011.
- Болдуин Д. М. Духовное развитие детского индивидуума и человеческого рода. — Т. 2. Психологический генезис. Общий синтез. — М.: Либроком, 2011.